# Mixtecos
Os mixtecos são um povo indígena do México, onde são a quarta população ameríndia mais comum após os nahuas, os maias e os zapotecas. O território histórico deste povo é a Mixteca, uma região montanhosa que se localiza entre os atuais estados de Guerreiro, Oaxaca e Povoa. Nesta zona encontraram-se presentes há milhares de anos, provavelmente desde uma época anterior à do cultivo do milho, que ocorreu ao redor do ano 5000 a.C.
A história do povo mixteco abarca vários séculos na Mesoamérica, desde o processo de sedentarização na região graças ao desenvolvimento da agricultura. Durante o Preclásico Médio (sécs. XIII-II a.C.) surgiram na Mixteca algumas aldeias como Monte Negro e Yucuita que marcaram o início de uma revolução urbana. Com a influência teotihuacana e zapoteca desenvolveu-se no período clássico o estilo ñuiñe da Mixteca Baixa, com Cerro das Minas como o principal centro político e cultural da região. O grande florecimento dos mixtecos na época pré-colombiana ocorreu no Pós-clássico, quando se atingiu um elevado refinamento artístico e cultural compondo a Civilização mixteca.
A Conquista espanhola iniciou um processo de ocidentalizalização da cultura nativa. Mesmo com a submissão à autoridade da Coroa, aos senhores mixtecos se permitiu conservar privilégios. As populações mixtecas foram cristianizadas, principalmente pelo trabalho dos Dominicanos. Algumas localidades desapareceram ou foram realocadas como consequência das reduções.
Devido a vários fatores, entre os que destaca a pobreza, uma parte importante dos mixtecos vive fora de suas comunidades de origem. A diáspora mixteca dirigiu-se principalmente para as cidades mais importantes do centro e sudeste de México. A partir do último quarto do século XX, os destinos da migração ampliaram-se. Os estados de Baixa Califórnia, Sonora e Sinaloa recebem uma parte importante deste deslocamento demográfico, pois os camponeses mixtecos procuram nesses lugares incorporar-se como trabalhadores agrícolas. Estados Unidos e Canadá recebem também um número importante de mixtecos, inclusive há gerações deste povo nascidas em território estadounidense.
A identidade dos mixtecos é principalmente comunitária, pois seu território histórico tem sido atomizado pela penetração cultural mestiza, criando ilhas de população mixteca que em ocasiões não têm relações constantes entre elas. Observou-se que a consciência de pertencimento étnico se fortaleceu precisamente como consequência da diáspora. Um dos critérios para definir a este povo é a língua, paradoxalmente tão variável que algumas de suas variedades não são inteligíveis entre si e podem se considerar idiomas diferentes.

## Identidade

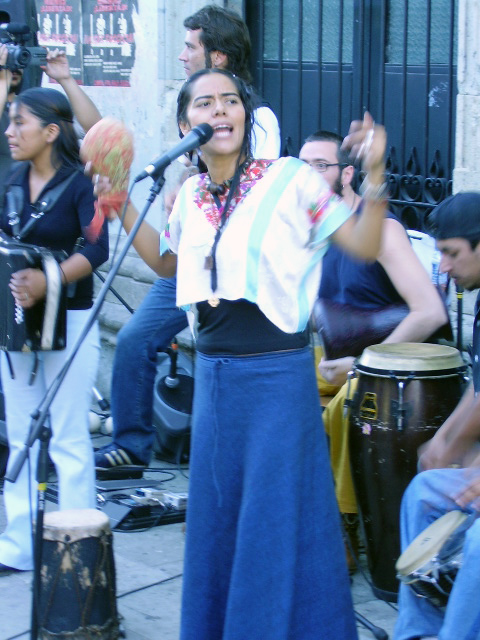
Lila Downs, cantora mexicana muito destacada de origem mixteca.

O povo mixteco não constitui uma unidade. Alguns antropólogos sustentam que sua identidade básica é a comunidade, o que permite compreender as rivalidades que existem entre várias localidades habitadas por mixtecos. A migração tem fortalecido seu sentido de pertence a um mesmo povo. As línguas mixtecas também são muito diversas. Nos censos mexicanos costuma-se fazer pouca distinção das variedades linguísticas denominadas "mixteco" por seus falantes, variações estas que são por muitas vezes mutuamente ininteligíveis. Este processo de diversificação linguística tem suas raízes na época pré-hispânica, pois encontra-se registrado nos depoimentos provenientes dos primeiros anos da dominação espanhola. Precisamente por esta diversificação, os nomes que se dão a si mesmos em sua língua são numerosos. A forma mais conhecida é ñuu savi, que se traduz como "o povo da chuva". Com igual significado, também se empregam as formas ñuu dau, ñuu davi, ñuu dahui, ñuu sau e outras.

## Demografia
Distribuição da população no território mexicano:
- Oaxaca (303 097)
- Guerreiro (122 743)
- Baixa Califórnia (12 269)
- Povoa (8496)
- Sinaloa (8409)
- Veracruz (1580)
- Baixa Califórnia Sur (1259)
- Sonora (442)
- Morelos (90)
- Estado de México (84)
- Distrito Federal (19)
- Hidalgo (11)